# Nyłoga
Nyłoga (ros. Нылога) – wieś (dieriewnia) w Rosji, w obwodzie archangielskim, w rejonie wylegodzkim. W 2010 liczyła 99 mieszkańców.